# Albatros Al 101
Albatros Al 101 là một loại máy bay huấn luyện của Đức trong thập niên 1930.

## Biến thể
- L 101
- L 101W
- L 101C
- L 101D

## Tính năng kỹ chiến thuật (Al 101D)
Dữ liệu lấy từ Nowarra 1993
Đặc tính tổng quan
- Kíp lái: 2
- Chiều dài: 8,5 m (27 ft 11 in)
- Sải cánh: 12,5 m (41 ft 0 in)
- Chiều cao: 2,7 m (8 ft 10 in)
- Diện tích cánh: 20 m2 (220 foot vuông)
- Trọng lượng rỗng: 515 kg (1.135 lb)
- Trọng lượng có tải: 830 kg (1.830 lb)
- Động cơ: 1 × Argus As 8a , 73 kW (98 hp)

Hiệu suất bay
- Vận tốc cực đại: 171 km/h (106 mph; 92 kn)
- Tầm bay: 670 km (416 mi; 362 nmi)
- Trần bay: 3.600 m (11.811 ft)
- Vận tốc lên cao: 4,2 m/s (830 ft/min)
- Vận tốc hạ cánh: 70 km/h (43 mph)